# Анти-Дюринг
«Переворот в науке, произведённый господином Евгением Дюрингом» (нем. Herrn Eugen Dührings Umwälzung der Wissenschaft), более известна как «Анти-Дюринг» — книга, написанная немецким философом Фридрихом Энгельсом. Публиковалась частями в периодической печати.
При жизни автора издавалась трижды — в 1878, 1885 и 1894 годах. Первый перевод на русский язык вышел в 1905, на английский — в 1907 году. В 50-томном собрании сочинений К. Маркса и Ф. Энгельса (2-е издание) книга помещена в 20-м томе.
Работа пользуется авторитетом у теоретиков марксизма как одно из основополагающих произведений диалектического материализма. Как отмечал Георг Гаупт: «„Анти-Дюринг“ со многих точек зрения знаменует собой ключевой момент в процессе формирования „марксизма“ как системы». 
Состоит из трёх частей, посвящённых соответственно философии, политической экономии и социализму.
В форме рукописи книга была прочтена Марксом, также им была написана X глава второго отдела, касающаяся истории политической экономии.

## Содержание
В первой, философской, части Энгельс противопоставляет идеалистическую философию материалистической с признанием преимущества за последней, что высоко оценил В. И. Ленин, который писал:
Всю борьбу с Дюрингом Энгельс провел целиком под лозунгом последовательного проведения материализма. Он обвинял путаника Дюринга в том, что он, прикрываясь фразами и извращая суть дела, делал уступку идеализму и становился в ряды противников материализма. «Либо последовательный до конца материализм, либо ложь и путаница философского идеализма», — вот та постановка вопроса, которая дана в каждом параграфе Анти-Дюринга.

Во второй части Энгельс рассматривает и развивает основные положения экономического учения К. Маркса, разоблачает настоящие причины раскола общества на классы, которые, по мнению автора, заключаются в способе производства материальных благ, росте производительности и специализации общественного труда, возникновении частной собственности на орудия и средства производства.
Третья часть посвящена социализму, который автор считает непременным результатом развития общества, неминуемым следствием классовой борьбы.

Всё более и более толкая крупные обобществлённые средства производства на путь перехода в государственную собственность, капитализм сам указывает путь к совершению этого переворота. Пролетариат овладевает государственною властью и превращает средства производства сперва в государственную собственность. Но тем самым он прекращает своё существование как пролетариата, уничтожает различие классов и их антагонизм, а также само государство как государство.

На протяжении книги Энгельс делится научными достижениями и открытиями своего времени в тексте для сравнения и выражения своего мнения на те или иные вопросы.
Исследователь марксизма Борис Кагарлицкий замечал: «В целом начинать изучение марксизма я бы посоветовал с „Анти-Дюринга“ Энгельса — это наиболее популярное изложение марксистского учения, затем стоит прочесть „Происхождение семьи, частной собственности и государства“ и его же „Письма об историческом материализме“».